# Myrmarachne aenescens
Myrmarachne aenescens är en spindelart som beskrevs av Simon 1901. Myrmarachne aenescens ingår i släktet Myrmarachne och familjen hoppspindlar. Inga underarter finns listade i Catalogue of Life.